# 馬爾戈斯區
10°00′05″S 76°31′11″W / 10.00139°S 76.51972°W
馬爾戈斯區（西班牙語：Distrito de Margos），是秘魯的一個區，位於該國中部瓦努科大區的瓦努科省，始建於1906年9月10日，面積282.5平方公里，海拔高度3,539米，2005年人口11,323，人口密度每平方公里40人。